# Verkiezingen voor het Europees Parlement 1999/Kandidatenlijst/D66
Hieronder volgt de kandidatenlijst voor de Europese Parlementsverkiezingen 1999 van D66.

## De lijst
1. Lousewies van der Laan
2. Bob van den Bos
3. Johanna Boogerd-Quaak
4. Floor Kist
5. Sophie in ‘t Veld
6. Ien Peijnenburg-van der Pol
7. Bert Kamphuis
8. Marijn de Koning
9. Tom Stroobach
10. Erica Jaspers
11. Hans Roos
12. Joan van Rijswijk
13. Ralph de Vries
14. Jan Flameling
15. Gaitrie Bharos
16. Henk Roelofs
17. Laurens Bonnema
18. Wim Ritsema
19. Robbert Vegter
20. Jaap van den Donker
21. Brian Eley